# Sandis Valters
Sandis Valters (Riga, 31 agosto 1978) è un ex cestista lettone.
Alto 190 cm, giocava come guardia.

## Carriera
Tra il 2003 e il 2005 ha tentato una carriera all'estero, tra la Germania e l'Ucraina.
Nel 2007 è stato convocato per gli Europei in Spagna con la maglia della Lettonia.

## Palmarès
- Campionato lettone: 4

ASK Rīga: 2006-07
VEF Riga: 2010-11, 2011-12
Ventspils: 2013-14
- Lega Baltica: 1

Ventspils: 2012-13